# Bezpartyjność
Treść tego artykułu należy opracować w taki sposób, aby nie uwypuklała nadmiernie polskiej specyfiki / aby nie zawężała się tylko do polskich warunków
Dokładniejsze informacje o tym, co należy poprawić, być może znajdują się w dyskusji tego artykułu.
 Po wyeliminowaniu niedoskonałości należy usunąć szablon [[Szablon:Dopracować|]] z tego artykułu.
Bezpartyjność – brak przynależności do jakiejkolwiek partii politycznej.

## Bezpartyjność w Polsce
Sformułowanie to znalazło się w nazwach kilku polskich organizacji:
- Bezpartyjny Związek Zawodowy Maszynistów Kolejowych (BZZMK) – prorządowego związku zawodowego z lat 30. XX wieku;
- Bezpartyjny Blok Współpracy z Rządem (BBWR) – organizacji politycznej z okresu II Rzeczypospolitej;
- Bezpartyjny Blok Wspierania Reform (BBWR) – formacji stworzonej przez Lecha Wałęsę;
- JOW Bezpartyjni – komitetu wyborczy wyborców powołanego na wybory parlamentarne w Polsce w 2015;
- Bezpartyjni Pomorze Zachodnie – komitetu wyborczego powołanego przez prezydenta Szczecina Piotra Krzystka na wybory samorządowe w 2014;
- Bezpartyjni Samorządowcy (BS) – ruchu obejmującego głównie polityków działających na szczeblu samorządowym w III RP.

### PRL
Kategoria „bezpartyjny” była powszechnie używanym wyróżnikiem oznaczającym tych wszystkich, którzy nie należeli, w domyśle, do rządzącej Polskiej Zjednoczonej Partii Robotniczej (PZPR). Informacja „partyjny” czy „bezpartyjny” była obowiązkową częścią życiorysów składanych przy staraniach o pracę, przyjęcia na studia, stypendia itp. Atrybutu „bezpartyjny” używano także urzędowo dla oznaczenia „przynależności do organizacji politycznych”, który był obowiązkową kategorią w formularzach np. paszportowych lub wnioskach o odznaczenie. Kategorii tej nie używano w sprawach mniej ważnych, np. we wnioskach o wydanie dowodów osobistych (ani w samych dowodach osobistych). Była jednak częścią niemal wszystkich jawnych, a szczególnie niejawnych akt osobowych.
Stanowiska będące w nomenklaturze, a więc praktycznie wszystkie istotne, były przede wszystkim obsadzane członkami PZPR, a w niektórych dziedzinach także członkami zależnych od PZPR Zjednoczonego Stronnictwa Ludowego, Stronnictwa Demokratycznego, a także różnych koncesjonowanych organizacji. Zdarzało się jednak, że niższe na ogół stanowiska kierownicze (np. zastępcy lub pełniącego obowiązki) wymagające kompetencji i doświadczenia były obsadzane osobami bezpartyjnymi – tzw. „bezpartyjnymi fachowcami”. Wyjątkowo pojawiali się nawet ministrowie „bezpartyjni”.